# John Eatwell
John Leonard Eatwell, baron Eatwell, (né le 2 février 1945) est un économiste britannique qui est président du Queens' College de Cambridge de 1996 à 2020. Ancien conseiller principal du Parti travailliste, Lord Eatwell siège à la Chambre des Lords en tant que pair non affilié de 2014 à 2020, avant de revenir au groupe travailliste.

## Jeunesse et éducation
Eatwell est né le 2 février 1945. Il fait ses études à la Headlands Grammar School à Swindon dans le Wiltshire. Il étudie au Queens' College de Cambridge et obtient un baccalauréat ès arts (BA) en 1967 : selon la tradition, son BA est promu à une maîtrise ès arts (MA Cantab) en 1971. En tant que boursier Kennedy il étudie à l'Université Harvard et obtient un doctorat en philosophie (PhD) en 1975.

## Carrière

### Carrière universitaire

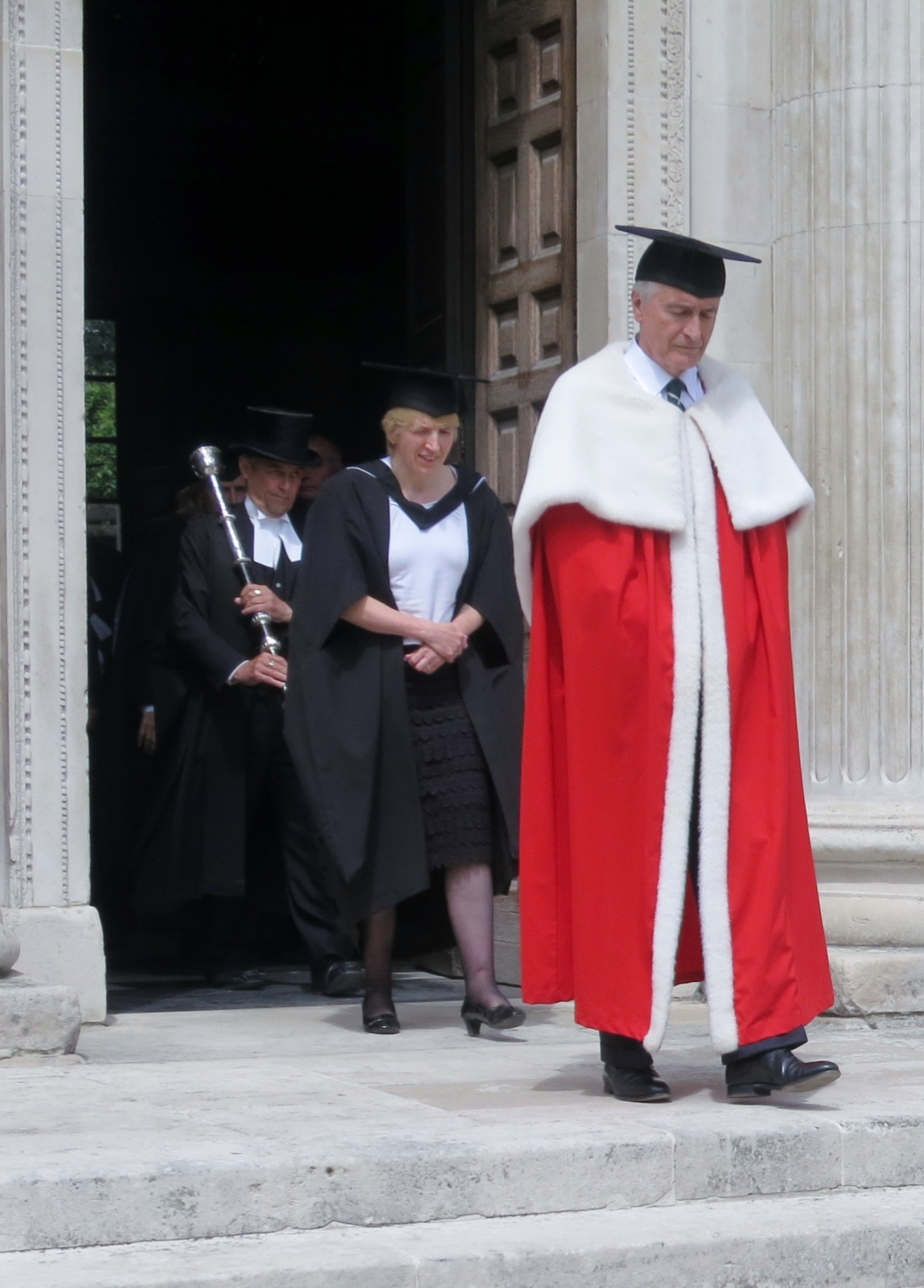
Lord Eatwell, en tenue académique, à la Sénate House en juin 2014

Pendant ses études de doctorat à l'Université Harvard, Eatwell est chargé d'enseignement à la Harvard Graduate School of Arts and Sciences de 1968 à 1969 et chercheur au Queens' College de Cambridge de 1969 à 1970. En 1970, il est élu membre du Trinity College de Cambridge et reste au collège pendant les 36 années suivantes. Après avoir obtenu son doctorat en 1975, il est maître de conférences (1975-1977) puis enseigne (1977-2002) à la Faculté d'économie et de politique de l'Université de Cambridge . Il est également professeur invité en économie à la New School for Social Research à New York de 1982 à 1996. Il est président du Queens' College de Cambridge de 1997 à 2020 et professeur de politique financière à la Cambridge Judge Business School de 2002 à 2012.
En mai 2014, Lord Eatwell est nommé président du conseil consultatif de l'Institute for Policy Research (IPR) de l'Université de Bath.

### Carrière politique
Eatwell est conseiller économique en chef de Neil Kinnock, alors chef du parti travailliste, de 1985 à 1992.
Il est créé pair à vie sous le titre de baron Eatwell, de Stratton St Margaret dans le comté de Wiltshire le 14 juillet 1992 et rejoint la Chambre des lords comme pair travailliste. De 1992 à 1993, il est porte-parole de l'opposition pour les affaires du Trésor, le commerce et l'industrie. Il est porte-parole principal de l'opposition sur le Trésor et les affaires économiques à la Chambre des Lords de 1993 à 1997.
En 2010, il est nommé porte-parole de l'opposition travailliste pour le Trésor à la Chambre des Lords par l'ancien leader Ed Miliband. Du 27 mars 2014 au 23 avril 2020, il siège en tant que pair non affilié. Siégeant à nouveau en tant que pair travailliste, il siège au Lords Industry and Regulators Committee depuis le 14 avril 2021.
Eatwell est l'ancien directeur du Royal Opera House et le conseiller économique du Chartered Management Institute. Il est président de CRUSAID, une organisation caritative contre le VIH/SIDA, de 1993 à 1998, et du British Library Board de 2001 à 2006.

## Vie privée
En juillet 2006, Eatwell épouse Suzi Digby, fondatrice et directrice de The Voices Foundation, une organisation caritative nationale pour l'éducation musicale. Avant cela, il est marié à Hélène Seppain, avec qui il a trois enfants, Nikolai Eatwell (un associé chez Clifford Chance), Vladimir Eatwell (un développeur de logiciels) et Tatyana Eatwell (avocate).